# Vetigastropoda
Vetigastropoda — подкласс морских брюхоногих моллюсков. Считаются одними из самых примитивных ныне живущих брюхоногих моллюсков. Широко распространены во всех океанах мира, встречаются от глубоководных до приливно-отливных зон. Многие имеют раковины со щелями или другими вторичными отверстиями. Одной из их основных характеристик является наличие пересеченной пластинчатой структуры раковины. Большинство Vetigastropoda имеют некоторую двустороннюю асимметрию своих систем органов.

## Внешний вид и строение
Размер раковины от приблизительно 2 мм в длину в случае Scissurelloidea или Skeneoides, до более 300 мм в длину, как у Haliotoidea. Окрас обычно тусклый, но такие группы, как Tricolioidea и некоторые Trochoidea и Pleurotomarioidea, имеют яркие и блестящие раковины. Характеризуются наличием перекрещенной пластинчатой структуры раковины.
Форма раковин от удлиненных башнеобразных до почти сферических. Скульптура сильно варьирует от простых концентрических линий роста, которые могут быть или не быть едва заметными на поверхности раковины, до развитой радиальной и осевой ребристости. Отверстие раковины обычно овальное. У большинства видов есть оперкулюм (небольшой похожий на крышку орган). У моллюска есть одна пара головных щупалец и отчетливое рыло, содержащее рот. Боковые стороны тела обычно имеют сенсорные эпиподиальные щупальца.

## Распространение
Встречаются во всех океанах мира: от мелководных прибрежных вод до глубоких вод, включая тропические районы, умеренные регионы и под полярными шапками.

## Места обитания
Присутствуют в большинстве морских сред обитания от приливно-отливных зон до глубоководных зон океана. Многие приспособились к определённым экологическим нишам в пределах своей морской среды. Живут на каменистых субстратах, в мягких отложениях, а некоторые были обнаружены в глубоководных гидротермальных источниках и холодных просачиваниях.

## Поведение
Большинство Vetigastropoda раздельнополы, хотя некоторые глубоководные формы являются гермафродитами. Они обычно выбрасывают свои гаметы прямо в море для оплодотворения, поэтому для большинства видов не существует ухаживания или спаривания между особями.

## Питание
Обычно питаются такими организмами, как мшанки, оболочники и губки. Несколько представителей, таких как Haliotoidea и Trochoidea, эволюционировали, чтобы питаться непосредственно таким растительным материалом, как водоросли и морские покрытосеменные. Глубоководные виды обычно потребляют донный осадок.

## Размножение
Vetigastropoda обычно раздельнополы. Оплодотворение, как правило, внешнее; они откладывают яйца, развивающиеся в свободноплавающих личинок, которые затем оседают на субстрат как молодые особи. Чаще всего имеют очень мелкие яйца, из которых выходят лецитотрофные (питающиеся желтком) или непитающиеся личинки. Многие Vetigastropoda выделяют оболочки яиц и имеют железистые мантийные структуры, которые производят массы покрытых желеобразной оболочкой яиц.
Более крупные виды обычно имеют годовые циклы нереста и производят миллионы яиц за репродуктивный сезон. Более мелкие виды производят меньше яиц, но могут нереститься круглый год.

## Отряды
По данным World Register of Marine Species, на декабрь 2024 года подкласс включает 4 отряда:
- Lepetellida Moskalev, 1971
- Pleurotomariida
- Seguenziida Haszprunar, 1986
- Trochida